# Erling Jevne
Erling Jevne (Lillehammer, 24 marzo 1966) è un ex fondista norvegese, vincitore di varie medaglie olimpiche e iridate.

## Biografia
In Coppa del Mondo ottenne il primo risultato di rilievo il 10 gennaio 1987 a Calgary (9°), il primo podio il 12 febbraio 1995 a Oslo (3°) e la prima vittoria il 16 marzo 1996 nella medesima località.
In carriera prese parte a quattro edizioni dei Giochi olimpici invernali, Albertville 1992 (5° nella 30 km), Lillehammer 1994 (5° nella 50 km), Nagano 1998 (7° nella 10 km, 2° nella 30 km, 1° nella staffetta) e Salt Lake City 2002 (6° nella 15 km, 10° nella 50 km), e a cinque dei Campionati mondiali, vincendo quattro medaglie.

## Palmarès

### Olimpiadi
- 2 medaglie:
  - 1 oro (staffetta a Nagano 1998)
  - 1 argento (30 km a Nagano 1998)

### Mondiali
- 4 medaglie:
  - 2 ori (staffetta[1] a Thunder Bay 1995; staffetta[1] a Trondheim 1997)
  - 2 argenti (50 km[1] a Trondheim 1997; staffetta[1] a Ramsau am Dachstein 1999)

### Coppa del Mondo
- Miglior piazzamento in classifica generale: 4º nel 1997
- 18 podi (11 individuali, 7 a squadre[2])[3]:
  - 5 vittorie (3 individuali, 2 a squadre)
  - 7 secondi posti (5 individuali, 2 a squadre)
  - 6 terzi posti (3 individuali, 3 a squadre)

#### Coppa del Mondo - vittorie
| Data             | Località | Nazione   | Spec.                                                                 |
| ---------------- | -------- | --------- | --------------------------------------------------------------------- |
| 16 marzo 1996    | Oslo     | Norvegia  | 50 km TC                                                              |
| 20 dicembre 1998 | Davos    | Svizzera  | 4x10 km (con Espen Bjervig, Bjørn Dæhlie e Tor-Arne Hetland)          |
| 17 marzo 2000    | Bormio   | Italia    | 10 km TC                                                              |
| 27 novembre 2001 | Kuopio   | Finlandia | 4x10 km (con Odd-Bjørn Hjelmeset, Håvard Bjerkeli e Tor-Arne Hetland) |
| 15 dicembre 2001 | Davos    | Svizzera  | 15 km TC                                                              |

Legenda:

TC = tecnica classica